# Tomáš Goder
Tomáš Goder (* 4. September 1974 in Desná) ist ein ehemaliger tschechischer Skispringer.
Sein erstes internationales Turnier bestritt Goder mit der Junioren-Weltmeisterschaft 1991 in Reit im Winkl. Dabei gewann er auf der Normalschanze (K70) sowie im Teamspringen die Silbermedaille. Nach diesem Erfolg bestritt Goder am 23. März 1991 mit dem Skifliegen in Planica sein erstes Springen im Skisprung-Weltcup. Dabei blieb er, wie auch zum Beginn der Saison 1991/92, erfolglos. Am 15. Dezember 1991 konnte er in Sapporo erstmals mit dem 13. Platz Weltcup-Punkte gewinnen. Beim Skifliegen in Oberstdorf am 25. und 26. Januar 1992 konnte er mit zwei vierten Plätzen erstmals unter die besten zehn springen.
Im Alter von 17 Jahren gehörte er zum Aufgebot für die Olympischen Winterspiele 1992. Dabei sprang er von der Normalschanze auf den 48. Platz und von der Großschanze auf den 20. Platz. Im Teamspringen gewann er gemeinsam mit Jiří Parma, František Jež und Jaroslav Sakala die Bronzemedaille.
Bei der kurz darauf stattfindenden Skiflug-Weltmeisterschaft 1992 in Harrachov wurde Goder Vierter. Trotz weiterer guter Platzierungen und den 21. Platz in der Weltcup-Gesamtwertung der Saison 1991/92 sprang er ab 1992 gleichzeitig auch im Skisprung-Continental-Cup. Dort blieb er jedoch, wie auch im Weltcup in den folgenden Jahren weitgehend erfolglos. Bei der Skiflug-Weltmeisterschaft 1994 in Planica wurde er noch einmal 20.
Seinen letzten Weltcup bestritt Goder am 12. Dezember 1997 in Harrachov. In den Wochen danach sprang er noch einige Male im Continental Cup, bevor er 1998 im Alter von 24 Jahren seine aktive Skisprungkarriere beendete.